# Krysoberyl
Mineralet eller ædelstenen krysoberyl er et aluminat af beryllium med den kemiske formel BeAl2O4. Navnet krysoberyl stammer fra de græske ord χρυσός chrysos og βήρυλλος beryllos. På trods af lighederne i deres navne er krysoberyl og beryl to vidt forskellige ædelsten, omend de begge indeholder beryllium. Krysoberyl er den tredjehårdeste naturligt forekommende ædelsten og ligger på 8,5 på hårdhedsskalaen, mellem korund (9) og topas (8).
En varietet er alexandrit, hvor enkelte aluminiums-ioner er afløst af krom-ioner. Alexandrit har changerende farver; grønblå i dagslys, og rødlig i kunstlys, også beskrevet som “en smaragd om dagen, og en rubin om natten”. Mineralet er opkaldt efter Zar Aleksandr 2. af Rusland.